# XBIZ Awards for Best Scene - Feature Movie
L'XBIZ Award for Best Scene - Feature Movie è un premio pornografico assegnato agli attori impegnati in una scena caratteristica votata come migliore dalla XBIZ, l'ente che assegna gli XBIZ Awards, riconosciuti tra i migliori premi del settore (paragonabile al Golden Globe).
Come per gli altri premi, viene assegnato nel corso di una cerimonia che si svolge a Los Angeles, solitamente nel mese di gennaio, dal 2013. Dal 2016 il premio è noto anche come Feature Release e negli anni le due dizioni si sono alternate.

## Vincitori

### Anni 2010
| Anno | Vincitori                                                             | Titolo                        |
| ---- | --------------------------------------------------------------------- | ----------------------------- |
| 2013 | Lily Carter Lily Labeau Mick Blue Ramón Nomar David Perry Toni Ribas  | Wasteland                     |
| 2014 | Jesse Jane Stoya Kayden Kross Riley Steele Selena Rose Manuel Ferrara | Code of Honor                 |
| 2015 | A.J. Applegate Mr. Pete                                               | Shades of Scarlet             |
| 2016 | India Summer Ryan Driller                                             | Marriage 2.0                  |
| 2017 | Anikka Albrite Sara Luvv Mick Blue                                    | Babysitting The Baumgartners  |
| 2018 | Jessica Drake Ryan Driller Michael Vegas                              | An Incovenient Mistress       |
| 2019 | Kenziee Reeves Small Hands                                            | A Trailer Park Taboo - Part 1 |

### Anni 2020
| Anno | Vincitori                                                                                         | Titolo                                |
| ---- | ------------------------------------------------------------------------------------------------- | ------------------------------------- |
| 2020 | Maitland Ward Ivy Lebelle Manuel Ferrara                                                          | Drive                                 |
| 2021 | Adriana Chechik Maitland Ward Isiah Maxwell Sly Diggler                                           | Muse                                  |
| 2022 | Lacy Lennon Elena Koshka Seth Gamble Ramón Nomar                                                  | Black Widow XXX: An Axel Braun Parody |
| 2023 | Maitland Ward Mick Blue Seth Gamble                                                               | Drift                                 |
| 2024 | Alexia Anders Lilly Bell Kira Noir Alexis Tae Maya Woulfe Nathan Bronson Alex Jones Isiah Maxwell | Climax 3                              |
| 2025 | Cherie DeVille Mick Blue                                                                          | Project X                             |